# Christiaan Varenhorst
Christiaan Varenhorst (ur. 6 maja 1990 w Valthermond) – holenderski siatkarz plażowy, wicemistrz Świata z 2015 oraz brązowy medalista Mistrzostw Europy z 2015 roku wraz z grającym w parze Reinderem Nummerdorem. Razem wystąpili na Igrzyskach Olimpijskich w 2016 roku, gdzie odpadli w ćwierćfinale.